# Ура-Тарунта
Ура-Тарунта (*д/н — бл. 1320 до н. е.) — володар Країни річки Сеха. Ім'я в перекладі з лувійської мови — «Тарунт великий».

## Життєпис
Старший син царя Мувавалві. Перед смертю близько 1322 року до н. е. призначив своїм спадкоємцем молодшого сина Манапа-Тарунту. Після смерті батька Ура-Тарунт разом з іншим старшим братом (ім'я невідоме) виступив проти Манапи-Тарунти, якого зрештою переміг, змусивши тікати з держави.
Близько 1320 року до н. е. Манапа-Тарунта, отримавши військо від хеттського царя Мурсілі II повалив Ура-Тарунту, захопивши владу.